# Schipkau
Schipkau település Németországban, azon belül Brandenburgban. Lakosainak száma 6614 fő (2023. december 31.).

## A település részei
- Annahütte (Ždźarki)
  - Herrnmühle
  - Karl-Marx-Siedlung
- Drochow (Drochow)
- Hörlitz (Wórlica)
- Klettwitz (Klěśišća)
  - Wilhelminensglück/Am Krankenhaus
  - Treuhandsiedlung
  - Staudemühle
  - Barranmühle
- Meuro (Murjow)
- Schipkau (Šejkow)
  - Krügers Mühle
  - die Galgenbergsiedlung
  - Rosa-Luxemburg-Siedlung
  - Vogelberg

## Népesség
A település népességének változása:
| Lakosok száma | 7357 | 6638 | 6576 | 6685 | 6614 |
|               | 2010 | 2020 | 2021 | 2022 | 2023 |